# Anghel Radovici
Anghel Radovici (ur. 5 listopada 1885 w Bukareszcie, zm. w sierpniu 1956 w Bukareszcie) – rumuński neurolog i psychiatra, uczeń Gheorghe Marinescu.
W 1920 razem ze swoim nauczycielem opisał odruch dłoniowo-bródkowy, znany też jako odruch Marinescu-Radoviciego.

## Wybrane prace
- La Syphilis nerveuse, 1928